# Étoile à enveloppe

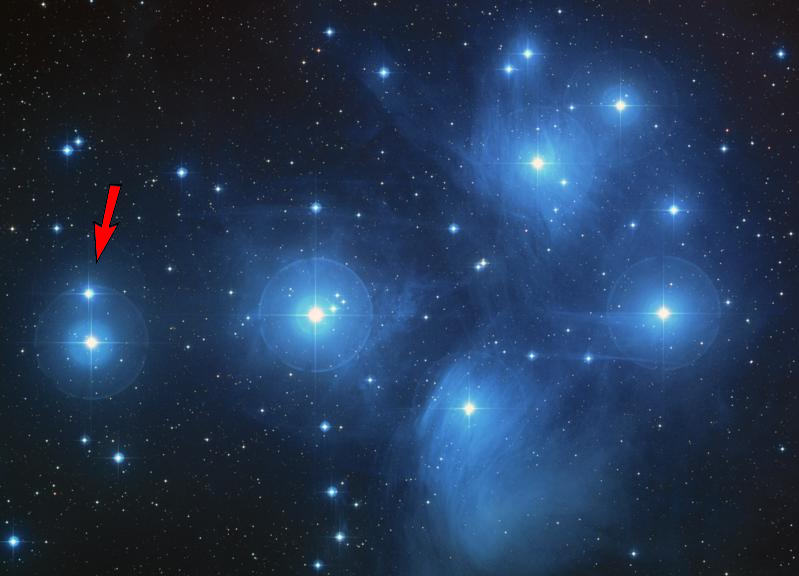
L'étoile Pléioné de l'amas des Pléiades est une étoile à enveloppe.

Une étoile à enveloppe, (termes anglais : shell star ou Be-shell) est une étoile ayant un spectre qui montre des raies d'absorption extrêmement larges, mais aussi quelques autres raies très étroites. La plupart du temps, elles montrent également des raies d'émission, souvent de la série de Balmer, plus occasionnellement d'autres raies d'émission. Les raies d'absorption larges s'expliquent par la rotation particulièrement rapide de la photosphère de l'étoile, tandis que les raies d'émission sont produites par un disque circumstellaire équatorial, et les raies d'absorption étroites lorsque le disque est vu presque de côté.
Les étoiles à enveloppe sont de type spectral O7,5 à F5, avec des vitesses de rotation de 200 à 300 km/s, non loin de la vitesse au-delà de laquelle l'accélération rotationnelle détruirait l'étoile.

## Spectre
Les étoiles à enveloppe sont définies en tant que tel par l'existence de raies spectrales photosphériques qui apparaissent élargies par  rotation, combinées avec des raies d'absorption très étroites,. Les raies d'émission sont quant à elles fréquemment présentes mais ne sont pas considérées pour définir les étoiles à enveloppe. Dans le détail, les raies varient quelque peu : les raies d'émission de l'hydrogène de la série de Balmer sont très communes, mais elles peuvent être faibles voire absentes pour les étoiles plus froides ; les raies du FeII sont également communes mais pas toujours présentes ; quant aux raies de l'hélium elles peuvent être présentes chez les étoiles les plus chaudes. Les raies photosphériques sont rotationnellement élargies, montrant des vitesses de rotation projetées de 200 km/s et au-delà.
Le profil des raies dans les étoiles à enveloppe est complexe, avec notamment des superpositions des caractéristiques d'absorption et d'émission. Dans certains cas, des caractéristiques particulières d'absorption ou d'émission ne sont visibles que comme des modifications du profil d'une raie ou d'un affaiblissement d'une autre raie. Cela produit des raies à double ou triple pics, ou des raies asymétriques.
Les étoiles à enveloppe ont communément des raies d'émission et sont alors classées comme des étoiles Be, bien que le phénomène puisse également se produire dans les classes spectrales O, A, voire occasionnellement F.

## Sous-types
Les étoiles à enveloppe ont été subdivisées en quatre catégories, bien que celles-ci ne soient plus considérées comme pertinentes et sont donc rarement utilisées dans les publications modernes :
- les étoiles Be précoces de type spectral O7,5 à B2,5 ;
- les étoiles Be moyennes de types B3 à B6,5 ;
- les étoiles Be tardives de types B7 à B9,5 ;
- les étoiles à enveloppe de type A et F, comprises entre les classes A0 et F5.

La vaste majorité des étoiles à enveloppe connues sont de classe spectrale B. Cependant, et pour cette raison en partie, de nombreuses étoiles à enveloppe plus froides ont tardé à être détectées. Le phénomène Be, et par conséquent le terme Be en lui-même, est maintenant largement appliqué pour des étoiles similaires qui ne sont pas uniquement de classe B, mais aussi de la classe A et parfois des classes O et F.

## Variabilité
Les étoiles à enveloppe montrent souvent une variabilité dans leur spectre et leur luminosité. Les caractéristiques des enveloppes peuvent s'accentuer ou au contraire s'estomper, alors que l'étoile transitionne d'une étoile à enveloppe vers une étoile de type B ou Be ordinaire. Les étoiles à enveloppe qui montrent une variabilité irrégulière en raison d'un changement ou de la disparition de l'« enveloppe » sont les variables de type γ Cassiopeiae. Pléioné et Gamma Cassiopeiae elle-même sont toutes les deux des étoiles variables qui montrent des épisodes d'enveloppe intermittents, où des caractéristiques fortes d'enveloppe apparaissent dans leur spectre, et où leur luminosité s'accroît ou décroît significativement. À d'autres moments, l'enveloppe n'est pas détectable dans le spectre, et les raies d'émission peuvent même disparaître.